# بنك مونتريال
بنك مونتريال (بالفرنسية: Banque de Montréal)‏ يمارس أعماله كمجموعة BMO المالية، وهو بنك استثماري كندي متعدد الجنسيات وشركة خدمات مالية مقرها في مونتريال ، كيبيك ، كندا. وهو واحد من أكبر البنوك الخمسة في كندا، وهو رابع أكبر بنك في كندا من حيث القيمة السوقية والأصول، وكذلك هو من أكبر عشرة بنوك في أمريكا الشمالية. هو معروف بالاسم المختصر BMO ، والذي هو أيضا رمز أسهمها في كل من بورصة تورونتو وبورصة نيويورك.
في 23 حزيران 1817، وقع جون ريتشاردسون وثمانية تجار على البنود الاساسية لتأسيس بنك مونتريال في منزل مستأجر في مونتريال ، كيبيك. بدأ البنك رسميا في مباشرة الأعمال في 3 تشرين ثاني 1817، مما يجعله أقدم بنك  في كندا.رقم مؤسسة BMO (أو رقم البنك) هو 001. في كندا، يعمل البنك كمصرف BMO في مونتريال ولديه أكثر من 900 فرع، يخدم أكثر من سبعة ملايين عميل. وللشركة أيضًا عمليات كبيرة في منطقة شيكاغو وأماكن أخرى في الولايات المتحدة، حيث تعمل باسم BMO Harris Bank. إن BMO Capital Markets هي قسم الاستثمار والخدمات المصرفية للشركات في BMO ، في حين يوصف قسم إدارة الثروات ب BMO Nesbitt Burns. تم تصنيف الشركة في المرتبة 131 على قائمة Forbes Global 2000.
لم تفوت الشركة توزيع الأرباح منذ عام 1829، حيث تم توزيع  الأرباح بشكل مستمر خلال الأزمات العالمية الكبرى مثل الحرب العالمية الأولى والكساد الكبير، الحرب العالمية الثانية، والأزمة المالية لعام 2008 ؛ مما يجعل تاريخ توزيع أرباح بنك مونتريال واحدة من أطول فترات الدفع في العالم.

## تاريخ
تأسس بنك مونتريال عام 1817 كأول بنك في كندا.أسس بنك مونتريال فروع في نيوفاوندلاند في 31 كانون ثاني 1895، بعد انهيار بنك نيوفاوندلاند التجاري وبنك الاتحاد في نيوفاوندلاند في 10 ديسمبر 1894.
في عام 1925، اندمج بنك مونتريال مع بنك مولسون. وانتقل المكتب الرئيسي للعمليات في BMO إلى المركز الكندي الاول  في شارع باي في تورنتو في عام 1977، بينما ظل المقر القانوني في الهيكل التاريخي لمدينة مونتريال الذي شغلته منذ عام 1847.
أصدر بنك مونتريال، كحال أي بنك كندي قانوني، النقود الورقية الخاصة به من عام 1817 حتى عام 1942.
رغم أن آخر هذه الاوراق المصرفية صدرت خلال تلك السنة، تم التداول بها  لبعض الوقت بعد ذلك. في عام 1944، أصبح بنك كندا (تأسس عام 1934) المصدر الوحيد للعملة في كندا، وتم سحب الاوراق المصرفية من البنوك الخاصة.
اليوم، يقوم بنك مونتريال عادة على الاسم التجاري BMO. وهو بنك دولي رئيسي له فروع عاملة في الولايات المتحدة ودول أخرى حول العالم.
كانت BMO و Simplii Financial (إحدى الشركات التابعة للبنك الإمبراطوري الكندي للتجارة) هدفا للمخترقين في أيار 2018، الذين زعموا أنهم شكلوا خطرا على انظمة كلا البنكين وسرقوا معلومات عن 90.000 عميل (50,000 من  BMO). ارسلت رسالة إلكترونية  من عنوان روسي ونسبت إلى المخترقين تطلب فدية قدرها مليون دولار أمريكي من كل شركة تدفع عبر Ripple بحلول الساعة 11:59 مساء في 28 أيار 2018 أو سيتم اطلاق المعلومات في منتدى الاحتيال ومجتمع الاحتيال.

## العمارة
حددت عدد من مباني فروع بنك مونتريال على مستويات مختلفة من الحكومة بانها ذات أهمية تاريخية. وتشمل:
- بنك مونتريال، 4896 شارع دلتا، دلتا ، كولومبيا البريطانية (1919)
- بنك مونتريال، 511 شارع كولومبيا، نيو ويست منستر ، كولومبيا البريطانية (1947-1948)
- بنك مونتريال، 322 شارع كيرلينغ، زاوية بروك ، نيوفاوندلاند و لابرادور (1915)
- بنك مونتريال، 426 جادة بورتاج، وينيبيغ ، مانيتوبا (1927)
- «بنك مونتريال القديم»، 100 شرق شارع فيكتوريا، المعروف أيضًا باسم «محكمة التراث»، أمهيرست ، نوفا سكوتيا (1906)
- بنك مونتريال، غرب الشارع الرئيسي، هاميلتون ، أونتاريو (1928)
- بنك مونتريال، 144 شارع ولنجتون، أوتاوا ، أونتاريو بناه إرنست باروت من باروت وبلاكادر، المهندسين المعماريين، في مونتريال
- بنك مونتريال، 3 شارع الملك، واترلو ، أونتاريو المعروف سابقا باسم بنك مولسون ، من قبل المهندس المعماري أندرو تايلور 1914

### صممأندرو تايلورعددا من الفروع بما فيها
- بنك مونتريال في النهاية الغربية، غرب شارع سانت كاثرين في شارع مانسفيلد، مونتريال (1889)
- بنك مونتريال في شارع نوتردام الغربي شارع سيجنيور، مونتريال (1894)
- بنك مونتريال في بوينت سانت فرع تشارلز، شارع ولنجتون في شارع ماجدالين، مونتريال (1901)
- بنك مونتريال، شارع سانت كاترين الغربي في شارع بابينو، مونتريال (1904)
- بنك مونتريال، بيرث ، أونتاريو (1884)
- بنك مونتريال، كالجاري، ألبرتا، جادة ستيفن في شارع سكارث  ((1888
- سكن مدير بنك مونتريال، مدينة كيبيك، كيبيك، غراندي آلي (1904)
- بنك مونتريال في سيدني ، نوفا سكوتيا ؛ تم تعيينها من قبل بلدية كيب بريتون الإقليمية كملكية تراثية مسجلة في عام 2008، (1901)

صمم تايلور أيضا هيكل  ثلاثي الطوابق لبنك مونتريال في شارع سانت جاك بمونتريال في عام 1818. وصمم المبنى على غرار المنازل الريفية الجورجية  مع رواق صغير من الأعمدة الكورنثية يدعم الشكل الكلاسيكي واعتبر المقر القانوني للبنك. يقع المكتب الرئيسي التشغيلي لبنك مونتريال في المركز الكندي الاول في تورنتو، والذي صممه إدوارد دوريل ستون.

### مبنى قاعة الهوكي للمشاهير
بنك مونتريال، شارع فرونت ويونج، تورنتو ، أونتاريو (مغلق). يعتبر المبنى، والذي بني على طراز 1885 Beaux-Arts وقامت شركة تورونتو بتصميمه  في دارلينج وكاري ، موقعا لقاعة مشاهير الهوكي منذ عام 1993.

## عمليات الدمج الكندية
في تاريخه، اندمج بنك مونتيريال مع أو اكتسب العديد من البنوك الكندية الأخرى:
- البنك التجاري الكندي (1868) في كينغستون، اونتاريو – تم الحصول عليه من خلال بنك التجار
- بنك الصرافة يارموث (1903)
- بنك الشعب في هاليفاكس (1905)
- بنك الشعب في نيو برونزويك (1907)
- بنك أمريكا الشمالية البريطاني (1918)
- بنك التجار الكندي (1922)، وكذلك العديد من الشركات المصرفية الاستثمارية.
- بنك مولسون (1925)
- نيسبيت ، تومسون و شركاه - وسطاء الأوراق المالية (1987)
- بنك ستاندرد تشارترد  في كندا -  فرعين للبيع بالتجزئة (1990)
- البنك الملكي الكندي (2000) – دمج بطاقة ائتمان التجار / الحصول على بطاقة الخصم المباشر من بنك OBM  مونتريال لتشكيل حلول محاكيه
- البنك التجاري البرتغالي(BCP)  العمليات الكندية (2006)

## الإداريين

### المؤسسين
وقع التجار التالية اسماؤهم على النظام الاساسي  لانشاء بنك مونتريال في 23 تموز 1817  
1. روبرت اومور (1781 – 1857) رجل أعمال وضابط مليشيات ومالك المكتب
2. جون. سي. بوش (؟ - 1859)
3. أوستن كوفيلير (1779-1849)
4. جورج جاردن (حوالي 1772-1828)، مخرج من (1817 إلى 1826) ونائب الرئيس من (1818 إلى 1822)
5. هوراشيو جيتس (1777-1834)، تاجر ومصرفي، رئيس BMO) 1832-1834)
6. جيمس ليزلي (1786-1873)؛ مدير البنك
7. جورج موفات (1787-1865)؛ مدير البنك
8. جون ريتشاردسون (حوالي 1754 - 1831)
9. توماس أ. تيرنر (1775؟ - 1834)

### رؤساء البنك
1. جون جراي (1817 - 1820)؛ المؤسس المشارك والرئيس الأول
2. صموئيل جيرارد (1820 - 1826)
3. هوراشيو غيتس (1826)؛ المؤسس المشارك ورئيس البنك
4. جون مولسون (1826 - 1834)
5. بيتر ماكغيل (1834 - 1860)
6. توماس براون أندرسون (1860 - 1869)
7. إدوين هنري كينج (1869 - 1873)
8. ديفيد تورانس (1873 - 1876)
9. جورج ستيفن (1876 - 1881)
10. سي . إف . سميثرز (1881 (1887-
11. دونالد سميث (1887 - 1905)
12. جورج ألكساندر دراموند (1905 - 1910)
13. ريتشارد ب. أنجوس (1910 - 1913)
14. السير فنسنت ميريديث (1913 - 1927)
15. السير تشارلز بلير جوردون (1927 - 1939)
16. هانتلي ريدباث دروموند (1939 – 1942)
17. جورج ويلبر سبيني (1942 - 1948)
18. بيرتي تشارلز غاردنر (1948 - 1952)
19. جوردون بول  (1952 - 1959)
20. أرنولد هارت، رئيس البنك (1959 - 1967)، والرئيس التنفيذي (1959 - 1974)
21. فريد ماكنيل، المدير التنفيذي (1975 – 1979)
22. وليام د. مولهولاند، الرئيس التنفيذي (1979 – 1989)
23. وليام برادفورد، رئيس  البنك (1981- 1983)
24. ماثيو .دبليو. باريت، رئيس البنك (1987 - 1990)، الرئيس التنفيذي (1990-1999)
25. إف. أنتوني كومبر ، الرئيس التنفيذي (1999 – 2007)
26. بيل داون  [لغات أخرى]‏ (1 آذار 2007 - 31 تشرين الأول 2017)

كان رئيس البنك هو أعلى منصب في البنك منذ تأسيسه وحتى منتصف القرن العشرين، إلا أن الرئيس التنفيذي قد حل محله في عام 1959، بداية من جي. ارلوند هارت. وكان العديد من خلفائه رؤساء البنك  أيضا رؤساء تنفيذيين، لكن ماثيو دبليو باريت كان أول رئيس تنفيذي لم يتولى منصب الرئيس.

### الرؤساء التنفيذيين
منذ منتصف القرن العشرين، تم تعيين كبير المسؤولين في بنك مونتريال كرئيس للبنك ورئيس تنفيذي ابتداءا من جي. ارلوند هارت. غالبا ما كان هذا الموظف يشغل منصب رئيس مجلس الإدارة، حتى عام 2003 عندما تم تعيين رئيس مجلس للإدارة غير تنفيذي.
تم تغيير لقب المسؤول التنفيذي الثاني عدة مرات وغالبا ما ظل شاغرا.  كنائب لماثيو باريت، كان إف. أنتوني كومبر رئيس البنك ومديرا للعمليات (1990 – 1999)، وبعد ذلك أصبح رئيس البنك ومدير تنفيذي مع احتفاظه بلقب الرئيس. خلال  فترة تولى انتوني كومير منصبه كرئيس تنفيذي، وفي حين لم يكن هناك موظف تنفيذي ثاني، كان الرئيس التنفيذي لشركة BMO  في الاسواق المالية  (قسم الخدمات المصرفية الاستثمارية)يعتبر إلى حد كبير ثاني أقوى موظف. ترقى بيل  داون من الرئيس التنفيذي لشركة BMO إلى كبير المسؤولين التنفيذيين في مجموعة BMO، لكنه احتفظ بالمنصب لمدة عام واحد حتى خلفه كومبير كرئيس ومدير تنفيذي في عام 2007 .
(قائمة جزئية)
- ماثيو . دبليو باريت (1990 – 1999)
- إف. أنتوني كومبر (1999 – 2007)
- بيل داون (من 1 اذار 2007)
- داريل وايت (من 1 تشرين الثاني 2017)

## العمليات
BMO مقسم إلى ثلاثة مجموعات من العملاء والتي تخدم مختلف الاسواق. تعمل كل من مجموعات العملاء تحت أسماء تجارية متعددة
- مجموعة العملاء التجارية والشخصية (خدمات مصرفية للأفراد )، بما في ذلك:
  - بنك مونتريال BNO (للخدمات  التجارية والمصرفية للأفراد في كندا)، بما في ذلك بطاقات ائتمان ماستركارد من BMO ؛ BMO  للتامين على الحياة، شركة تأمين على الحياة؛ قسم البنك العملي السابق
  - بنك هاريس BMO (للخدمات التجارية والمصرفية للأفراد في الولايات المتحدة، ومقرها في شيكاغو)
- مجموعة البنك الاستثماري (المعروفة باسم  BMO لأسواق  المال )
- مجموعة العملاء الخاصة (إدارة الثروات)، وتتضمن:
  - BMO Nesbitt Burns  (للاستثمار في الخدمات الكاملة في كندا)
  - خط المستثمر BMO (استثمار الخدمات الذاتية في كندا)
  - BMO Harris Investor Services (الخدمات الاستشارية في الولايات المتحدة)
  - الخدمات المصرفية الخاصة BMO(للخدمات المصرفية الخاصة في كندا والولايات المتحدة)، بما في ذلك المدير المالي لهاريس و سوق الارز للمستشارين (كلتا الشركتين تابعتين لبنك BMO Harris Bank).

في تشرين الأول عام 2008، منحت شركة ميدياكورب الكندية مجموعة BMO  المالية لقب كأحد اكبر اصحاب الشركات في تورونتو.

### حوكمة الشركات
الأعضاء الحاليون في مجلس إدارة BMO هم: روبرت أستلي ، ديفيد .آر بيتي ، روبرت شيفر، جورج كوب ، بيل داون ، كريستين.ايه. إدواردز، رونالد فارمر، ديفيد .أيه . غالواي ، هارولد كفيسل، إيفا .إل . كووك ، بروس .اتش. ميتشل ، فيليب أورسينو ، مارتا.سي. بايبر، روبرت برايسارد ، جيريمي ريتمان، جويلين سوسير ، دون ويلسون الثالث ، ونانسي ساذرن.

## المقر الرئيسي
يقع المكتب الرئيسي القانوني لشركة BMO في مونتريال، في شارع سانت جاك . يعمل الرئيس والمدير وبعض كبار المديرين التنفيذيين في مكاتب تورنتو بالمركز الكندي الأول .

## الرعاية
على الاقل من عام 2007 وحتى عام 2011، كانت BMO راعية لفريق ميبل ليفس للهوكي في تورينتو، وقد كان الراعي لفريق تورنتو إف سي لكرة القدم في الدوري الرئيسي لكرة القدم منذ عام 2007، ولميدانها المحلي الذي يدعى ملعب BMO  في قصر المعرض وتورونتو رابتورز . في عام 2010، مددت BMO اتفاقها مع نادي تورنتو إف سي خلال موسم 2016.
في عام 2005، أصبح بنك تورينتو الراعي الرسمي لسباق الماراثون السنوي في شهر ايار الذي نظمته جمعية فانكوفر الدولية للماراثون. والاسم الحالي للماراثون ماراثون بنك مونتريال فانكوفر.
منذ عام1997 ، كان بنك مونتريال الراعي الرئيسي للهيئة الحاكمة الوطنية للتزلج على الجليد في كندا،  و BMO المالية الراعي الرئيسي للبطولات الكندية ، بطولة مجموعة BMO المالية  للتزلج الدولية للناشئين، تحديات مجموعة BMO المالية الكندية للتزلج، بطولية مجموعة BMO  المالية الكندية الإقليمية للتزلج، وبطولة مجموعة BMO  المالية المتزامنة الكندية. كما انها الراعي الحالي لبرنامج  يمكن التزلج - لتعليم التزلج.
في 23 تموز 2008، اعلنت BMO عن توقيعها صفقة احادية السباق مع فريق  IndyCar team Newman/Haas/Lanigan Racing لتظهر على سيارة غراهام رحال رقم 06 في أول سباق اندي كار الذي اقرت IRL على اطلاقه في ادمونتون.
في 14 تموز 2011، اعلنت مونتريال امباكت عن اتفاق لخمس سنوات مع بنك مونتريال BMO  ليصبح الراعي الرئيسي وراعي القميص عندما أصبح فريق ام ال اس فريق ممتد في عام 2012
BMO هو المؤسس والراعي الرئيسي لجائزة سيمينوفيتش للمسرح ، وهي جائزة سنوية قدرها 100000 تمنح لمخرج، كاتب مسرحي، أو مصمم كندي.

## تاريخ الدمج والاستحواذ

### شراء هاريس بانكورب عام (1984)
في عام 1984، وسع البنك عملياته بشكل كبير في الولايات المتحدة من خلال شراء بنك هاريس في شيكاغو. تابع هاريس، والذي اعيد تسميته BMO Harris Bank  في عام 2011، توسيع عمليات الاستحواذ الاضافية

### الاندماج المقترح مع RBC عام (1998)
في عام 1998 ، صدم بنك مونتريال المجتمع المالي الكندي والعامة من خلال اعلان خطط للدمج مع RBC .حظرت الحكومة في وقت لاحق الاندماج المقترح في وقت لاحق، إلى جانب اقتراح دمج مشابه لبنك تورينتو دومينيون مع  بنك امبريال التجاري الكندي . في كانون أول عام  2000، نجحت البنوك في عمليات دمج  خدمات معالجة بطاقات الائتمان لتشكل Moneris Solutions

### شراء بنك BCP الكندي عام (2006)
في عام 2006، اشترى بنك BMO بنك RBC ، وهي مؤسسة مالية مجدولة  C وكانت القسم الكندي لشركة Banco Comercial Português ، بثمانية فروع في منطقة تورينتو الغربية

### شراء شركة GKST عام (2008)
اشترى بنك BMO كل من Griffin, Kubik, Stephans, and Thompson (GKST عام 2008، وهي شركة مقرها شيكاغو متخصصة  في سندات البلدية في الولايات المتحدة، سندات الخزينة والديون، والأوراق المالية المدعومة بالرهن العقاري مع ما يقرب من 100 موظف مبيعات، تجارة، بحث، المالية العامة والاكتتاب.

### شراء شركة AIG للتأمين على الحياة الكندية عام (2009)
في عام2009 ، اشترى بنك BMO أعمال شركة AIG للتأمين على الحياة الكندية، تقربيا مقابل مبلغ 300 مليون دولار أمريكي. جعلت هذه الصفقة بنك BMO ، بما فيها 400000 عمبل و 300 موظف، ثاني أكبر شركة تأمين على الحياة ضمن البنوك الكندية. تم إعادة تسمية الشركة بشركة BMO للتأمين على الحياة.

### شراء امتياز Diners Club الدولية عام (2009)
في تشرين الثاني 2009، أعلن بنك مونتريال شراء Diners Club الدولية في أمريكا الشمالية من سيتي بانك . اعطت الصفقة بنك BMO حقوق حصرية لاصدار بطاقات Diners في الولايات المتحدة وكندا. اغلقت الصفقة في كانون أول عام2009.

### شراء شركة مارشال وإلسلي عام (2010)
في كانون ثاني عام 2010، أعلن بنك BMO شراء شركة مارشال وإلسلي ومقرها ميلووكي، والتي تعمل كبنك M&I. وقبل الاستحواذ عليها، كانت M&I أكبر واقدم بنك في ويسكونسن ، بفروع في ويسكونسن، مينيسوتا، ميزوري ، كانساس ، أريزونا وسوق إنديانابوليس. وعند اتمام الصفقة، تم تغيير اسم بنك M&I ، إلى جانب الفروع الأخرى إلى بنك BMO Harris

### شراء لويد جورج عام (2011)
في كانون ثاني عام 2011، أعلن بنك BMO عن شراء إدارة لويد جورج في هونكونغ. كان للويد جورج مكاتب في هونكونغ، لندن (المملكة المتحدة)، سنغافورة، مومباي، و فلوريدا و تدير حافظة بحوالي 6 مليار دولار امريكي.

### شراء أعمال تمويل النقل لشركة G E Capital عام (2015)
في ابلول  عام2015 ، وافق بنك BMO على شراء وحدة تمويل النقل التابعة لشركة جنرال إلكتريك التابعة لشركة جنرال إلكتريك. تمتلك الأعمال المكتسبة من الاصول 8.7 مليار دولار أمريكي (11.5 مليار دولار كندي)، 600 موظف، و 15 مكتبًا في الولايات المتحدة وكندا. لم يتم الكشف عن الشروط بالضبط ولكن السعر النهائي سيكون على أساس قيمة الأصول عند الإغلاق إضافة إلى استثناء وفقا للأطراف.

### شراء Greene Holcomb Fisher عام (2016)
في حزيران عام 2016، وافق بنك BMO على شراء Greene Holcomb Fisher ، بنك مينيابوليس الاستثماري. وايضا تملك Greene Holcomb Fisher مكاتب في سياتل واتلانتا. لم يتم الإعلان عن شروط البيع.

## تصنيفات وكالة الائتمان
بدأت Rating agency Moody لتصنيف خدمات المستثمرين بمراجعة التصنيفات طويلة الاجل لبنك مونتريال والبنوك الكندية الأخرى بسبب مخاوف حول مستويات الدين ، اسعار الإسكان، والتعرض الكبير لأسواق المال في تشرين أول عام 2012.في كانون ثاني عام 2016، اعلنت انحدار لبنك مونتريال وخمسة بنوك أخرى.

## العضوية
بنك BMO عضو في رابطة المصرفيين الكندية  (CBA) وعضو مسجل في مؤسسة تأمين الودائع الكندية (CDIC)، وهي وكالة فدرالية لتأمين الودائع في جميع البنوك المستأجرة في كندا. وهي أيضا عضو في:
- Air Miles
- ATM Industry Association
- Interac
- Cirrus for MasterCard card users
- Diners Club North America
- MasterCard International

بنك BMO Harris عضو نظام الاحتياطي الفدرالي(FRS) وعضو مسجل في مؤسسة تأمين الودائع الفيدرالية (FDIC)
وهو أيضا عضو في:
- Cirrus for MasterCard card users
- Diners Club North America
- Interlink for VISA card users
- NYCE for MasterCard card users
- MasterCard International
- PLUS for VISA card users
- VISA